# Petermattinglyius
Petermattinglyius (лат.) — род насекомых из трибы Aedini семейства кровососущих комаров (Culicidae). Иногда рассматривается как подрод в составе рода Aedes . Юго-Восточная Азия.

## Описание
Вертекс головы с широкими чешйками, отстоящие чешуйки расположены, главным образом на затылке; глаза простираются выше усиковых педицелий. Скутеллюм покрыт широкими темными чешуйками; паратергит с бледными чешуйками; антеропронотум и постпронотум с широкими чешуйками, иногда также с узкими чешуйками. Незрелые стадии развития представителей Petermattinglyius обычно встречаются в бамбуке и иногда в полостях на деревьях или стволах. Самки кусают людей.

## Систематика
Род Petermattinglyius рассматривается как таксон сестринский к родам (Alanstonea + Pseudarmigeres) + Heizmannia)) + Petermattinglyius, а эту кладу сестринской к кладе Lorrainea + (((Udaya + (Belkinius + Zeugnomyia)) + (Eretmapodites + Armigeres)).
Род Petermattinglyius включают в трибу Aedini подсемейства Culicinae. 
Выделяют 5 видов:
- Petermattinglyius franciscoi (Mattingly, 1959)
- Petermattinglyius iyengari (Edwards, 1923)
- Petermattinglyius punctipes (Edwards, 1921)
- Petermattinglyius scanloni (Reinert, 1970)
- Petermattinglyius whartoni (Mattingly, 1965)